# تتبع الإنسانية
تتبع الإنسان
في نطاق الحديث عن الإنسان الأول يفترض المرء ان يكون قد ظهر بين الكائنات التي لم تكن جديرة بحمل هذا الاسم ذلك الكائن الحي الأول الذي استحق اسم إنسان فما هي إذا النقطة الأساسية الجديدة والميزة الهامة لتحديد المشكلة؟ اننا بايجاز نفترض قدرتنا على التاكيد بان جماعة ما أثبت علماء ما قبل التاريخ ان أفرادها بشر ولنفترض ان هذه الجماعة تمتاز فقط عن سواها بسعة جمجمية أكبر بوضوح: سيكون الإنسان الأول سيكون الفرد الأول الذي بلغت جمجمته هذه السعة حتى ولو لم يترك اثارا تبرهن عن انتسابه إلى الإنسان
سواء اختص الأمر بجماعة انتسبت أو لم تنتسب إلى الإنسان أو بتوضيح ان ميزة ما تبدلت هي وحدها في هذه الجماعة أو بالتفتيش خاصة عن الأفراد الذي بوجودهم سبقو أولئك الذين كشفنا عن متحجراتهم فان الحقيقة تبدو أكثر تعقيدا بكثير مما نعتقد فلو تم اكتشاف لحد يعود إلى القرون الوسطى أو حتى إلى زمن الرومان أو الإغريق لن يشك أحد انه لرجل لان هيكله العظمي لا يتميز البتة عن هيكل الإنسان الأوروبي اليوم
عندما تم اكتشاف إنسان نياندرتال كان الشبه كبير إلى حد لم يشك معه أحد بانه إنسان وربما غير طبيعي إلا أن حقيقته غير قابلة للجدال اما إنسان جاوه أو السينانتروب فيختلف هيكله العظمي عن هيكلنا ولكي تتاكد نسبته إلى الإنسان يجر يالبحث عن مقاييس أخرى
نكتشف هنا ان الانتماء إلى الجنس البشري ليس مسالة هيكل عظمي أو بكلام ادق انه إذا وجد هيكل عظمي شبيه بهيكلنا سيبقى هناك مجال للافتراض ان هيكلا أكثر أو اقل شبها لا يسمح بحسم نقاش لا يدور حول هذا الشان

## التعرف إلى الهيكل العظمي للإنسان
تناولت تمثيلية لفركور مثلت لأول مرة في كركاسون في تموز 1963 هذه المشكلة ولكن مبسطة إلى أقصى حد لان المسالة لم تكن تختص بمتحجرات بل بكائنات حية يمكن مراقبتها 
وموضوع التمثيلية هو التالي: «وجد في اوقانيا مجموعة من البيرانتروب المنتصبين على قدمين اتفق على تسميتهم تروبس والسؤال هل هم بشر ام حيوانات؟ وقد رفض الجميع اتخاذ قرار حول هذا الموضوع عندئذ أخذ صحفي على عاتقه إخراج المسالة من الطريق المسدود فحصل على طفل وذلك بتلقيح انثى تروبس اصطناعيا في جنينة للحيوانات وعند ولادته عمده ثم قتله ونادى الطبيب ليثبت من الوفاة ورجال الأمن ليتاكدوا من الجريمة»
ولكن هل هذا الأمر جريمة؟ عنوان التمثيلية «علم الحيوان» أو الفيلنتروب المجرم
وقعت المحكمة في حيرة فاستدعت جميع الاخصائيين الذين تمكنت من الاتصال بهم وقد قررت انه إذا كانت الانثى امراة يكون في الأمر جريمة يجب معاقبة مرتكبها في حين ان العدا آلة لا يمكنها مطلقا الاهتمام بمقتل قرد
ولكن كيف يمكن التعرف إلى الإنسان؟
جميع الاثباتات الكلاسيكية قدمت ونوقشت للدلالة على أن الشك ما زال باقيا
الا يدفنون امواتهم؟
صحيح انها ليست أضرحة هم يرمون امواتهم في حفرة صخرية ويغطونهم بالحجارة
وقيل بعد ذلك بقليل: الا يعرفون النطق؟
ما اللغة؟ انها مجموعة رنات تتالف منها الكلمات كم رنة؟ كم كلمة؟ لدى الصينيون أربعين الف كلمة لدينا ثلاثون الف كلمة لدى قيدى سيلان في أسفل السلم مائتان أو مائتان وخمسون كلمة يتلفظون بها على التوالي بدون اية بنية نحوية هل هذه أيضا لغة؟ عند البينانتروب تمكن ان يحدد حتى الآن مائة وثمانية عشر صوتا أو تغيرات صوتية مختلفة لكل منها معناه هل هذا كافي للتاكيد انهم يتكلمون؟ أو انه يلزم مائة وخمسين؟ أو انه يمكن الاكتفاء بمائة؟ تمكن غارنر ان يميز عند الشمبانزي أكثر من ستين صوت مختلف هل يتكلم؟ يمكن تمييز أربعين صوت عند الغراب ها نحن في هذا المجال تتحكم بنا مزاجية كاملة
المشكلة هي معرفة ما إذا كان بالإمكان اعتبار هذه الرنات صراخا أو كلمات إذ انه يوجد صراخ له معنى معين
سئل أستاذ في علم التشريح عن هذه المشكلة فوجدها على عكس ما يظن في غاية البساطة:
«الوضع المستقيم يدل على الإنسان إذ يرتكز كل شيء على شكل كعب الكاحل فاذا كان ضيقا ورقيقا فدلالة على ان صاحيه قرد وإذا كان سميكا وعريضا فدلالة على ان صاحبه إنسان»
وتدخل أستاذ آخر فصرح ان الصفة الأساسية والمميزة للإنسان ليست في سماكة الكعب انما هي في شكل رجل الإنسان إذ انها من ناحية التطور أكثر بدائية من قائمة القرد الامامية
«وهكذا ان للتروبيس اربع اياد ليست ولا يمكن ان تكون من نسلنا حتى ولو انتصب اصحابها على قدمين فلا يمكن ان يكونوا اناسا بل قردة»
وفي هذا الاتجاه يتدخل خبير آخر: ان التروبيس ليسوا بشر لان ليس لديهم من تلك الأشياء التافهة التي لا تصلح لشيء ولكنها تعتبر تعويذات ورموز لا يوجد إنسان لا يملك بعضا منها
وبعد جدل طويل تداخلت فيه جميع البراهين وناقض بعضها البعض الآخر وصلنا أخيرا إلى البرهان الذي حظي بالإجماع وختم الجدل الإنسان حيوان بنتفض على طبيعته وحالته الحيوانية والمشكلة الوحيدة هي في معرفة ما إذا كان ظهرت بطريقة اية كانت إشارة دينية أو مضادة للدين أو عن روح تمرد وبالإضافة إلى ذلك ليس من ضرورة ان تكون تلك الإشارة قد صدرت عنهم جميعا ولكن يكفي ان تكون قد بدرت عن بعضهم للتمكن من الحكم على كامل المجموعة وبما أن بعضهم والحال هذه قد تمرد في هذا الجانب أو ذاك من سلوكهم يجب الإقرار والقبول بانهم بشر
وتنتهي التمثيلية بالتاكيد على أن الصحفي قد ارتكب جريمة برئ منها لنها ارتكبت ثلاثة أشهر قبل أن تقرر المحكمة ان التروبيس هم بشر

## اثر الإنسان
حتى لو تاكد المرء بالبرهان القاطع من هوية الإنسان التي يدفعنا فركور لأخذها بعين الاعتبار فمن الصعب تطبيق هذا البرهان إذا كنا نملك فقط متحجرة عمرها عدة آلاف من السنين لحل هذه المشكلة عند اكتشاف السينانتروب فكر مارسلان شاردان من أعضاء متحف باريس ان الأمر لا يتعلق بإنسان فقط بل بفبإنساني واكد تيار بالمقابل انه يستحق اسم إنسان
لدى عودته من الصين دخل تيار على بول ووضع على مكتبه ثلاثة أو أربعة حجارة منحوته قائلا: «ان السينانتروب هو الذي نحتها»
قال بول: «هل أنت متاكد من هذا الامر؟ اعتقد ان السينانتروب عاجز عن القيام بمثل هذا العمل صنع هذه الأدوات الصيادون الذين قتلوا السينانتروب من اجل اكله وستجد هذه الأدوات بين بقايا وجبات الطعام لم يكن السينانتروب الصياد بل كان الضحية»
دام النقاش طويلا ومحصورا وكانت الجماجم توجد دون الفقرات التي تتعلق بها دائما ولا تنزع عنها إلا من أجل الوصول إلى المخ واكله: القضية قضية دفن على فترتين فبد دفن يدوم سنة أو عدة سنوات ومن شانه ان يزيل اللحم تؤخذ الجمجمة وتحفظ كتذكار من الميت كثيرة هي الوقائع التي يمكن تاويلها هكذا في هذا الاتجاه أو ذاك وإذا كانت فرضية تيار دي شاردان قد انتصرنت في النهاية فلان في منجم شو- كوتيين الذي هو على على قد\ر كبير من الثراء لم يتوصل أحد إلى اكتشاف اثر وإشارة لساكن الكهف سوى السينانتروب فيجب إذا التسليم بانه هو الذي صنع الأدوات
ان نفع هذه المناقشات هو في النقطة التي تركز عليها لمن يمكن نسبه إلى حجر الصوان لا أحد يشك ان صانعها إنسان ويدور النقاش حول هذه النسبة لانها هي وحدها تثير الجدل إذا كان السينانتروب هو الذي نحت حجر الصوان لا يمكننا ان نرفض إعطاءه اسم إنسان

## صنع الاداة
إذا قوبل سلوك الحيوان بسلوك الإنسان نرى ان هذا الأخير ليس هو المتفوق دائما: لان الحيوان تجاه خطر داهم يعتمد على غريزته وغالبا ما يكون أسرع وانجع من الإنسان اما تفوق الإنسان فيظهر في الحياة العادية عندما يعطي وقتا للتفكير
لنفترض ان إنسانا أو حيوانا يسير على غير هدى في حرج ما قد يكتشف مغارة تناسب رغباته تماما ويقرر ان يتخذها مسكنا يقيم فيه ويرتاح إليه ثم يشعر بعد فترة بالعطش وعندئذ يخرج ويبدا التفتيش عن جدول فيجد ينبوع صغير يسمح له بارواء غليله إلى هنا وحتى لحطة الارتواء لا نجد فرقا بين الإنسان والحيوان ولكن ابتداء من هذا الوقت يظهر التناقض بين مسلكيهما فالحيوان يهمل هذا الينبوع الذي لم يعد له منه أي فائدة ويعود إلى ملجاه إذ انه تمكن من ارواء ظمئه وفي اليوم التالي يشعر بالعطش ثانية ويتذكر اينبوع وجده البارحة وحتى الاتجاه الذي يجب أن يسلكه وعندما يسير على هذه الطريق مرات عديدة ينتهي الأمر بان ترتسم لناظريه وتغدو دربا مرسوما يسلكه من المغارة إلى الينبوع اما الإنسان الذي اروى غليله فانه يهتم أيضا بالينبوع لانه يدرك ان العطش سيعادوه في اليوم التالي فيعمد وهو في طريق عودته إلى قطع الأغصان التي تعيق مروره وابعاد الحجارة وهو بذلك يشق طريقه
الفرق كله إذا بين الإنسان والحيوان هو الفري قالذي بين الطريق والموطئ: لكي توجد الطريق يجب أن يشقها أحد بينما ينتهي الاثر بالارتسام من تلقاء ذاته دون أن يكون قد اهتم به أحد إطلاقا 
نجد السلوك نفسه ازاء الأدوات التي يحتاج المرء لاى استعمالها مهما تكن بدائية ويتوصل القرد بواسطة قطع خيزران يثبتها الواحدة فوق الأخرى إلى إسقاط موزة معلقة في سقف وما ان يحصل عليها حتى يهمل قضيب الخيزران كشيء ليس منه أي فائدة إذا راى رجل دبا ات ليهاجمه أو يريد هو مهاجمته يفتش في الجوار عن حجر مناسب سهل المتناول مشحوذ ودقيق يمكنه ان يجرح الحيوان يتم الحجر الذي وجده وظيفتهويقتل الدب فالإنسان لا يهمل هذا السلاح الظرفي لانه حري به ان يخدمه بعد ذلك بيد ان الإنسان على ضوء هذا الحدث يفتش عن الحجر الأفضل المثالي المتين والسهل المتناول: وبما أنه ينقصه دائما شيء ما تراه يعتمد إلى تشظيته بضربات مناسبة ليجعله اقرب ما يكون من المثال الأعلى يهتم الإنسان بهذا السلاح في وقت لا يحتاجه لانه يدرك ان هذه الحاجة ستتكرر مرة أخرى
ويتاتى الفرق الأساسي بين سلوك الإنسان وسلوك الحيوان خاصة لان الإنسان يقدر مسبقا إمكانية عودة الاحداث ويجهز نفسه لها بينما يستسلم الحيوان أكثر فاكثر للارتجال والاستجابة الغريزية ولا شك ان هذه الطريقة في العمل مفيدة لانها أفضل تكيفا مع المحسوس في الأمور الواقعية ولكن بالاتكال على العادة تعتمد هذه الطريقة نهائيا في حل مشكلة ما بيني العصفور عشه بطريقه ممتازة وتحقق بعض أنواع العصافير روائع حقيقية ولكن هذه الروائع تظل متشابهه خلال العصور بينما الوالد الذي يكلف احدا بناء بيت له لا ينسخ البيت الوالدي وحتى لو حدث هذا الأمر سيجد دائما بعض تفاصيل دقيقة يبدلها ويحسنها
الإنسان يفكر إذا وهنا يكمن سر ضعفه وقوته ضعفه لانه اشد بطئا في الاتجاه إلى هدفه كونه يبدو أنه يعلق أهمية اقل على ما ينقله إليه والده ولانه يقلد بحرفية اقل حركات اسلافه بينما لا يتردد العصفور يخاطر أكثر بكثير من الإنسان ان يؤخذ على حين غرة بحالة مستجدة من شانها دفع الإنسان على طري قالتقدم
وقصارى القول ان التاريخ هو الذي يميز الإنسان فالتاريخ يشهد حضارات تبنى ببطء وتزول كما امام حضارات أخرى تنمو بدورها بينما السنونو تبني عشها كما كانت تبنيه أيام موسى وحتى أيام البيتيكنتروب ولم يتبدل فيه سوى ركنه

## النار
تستعمل الحيوانات الأدوات أحيانا ولكنها لا تستعمل النار ابدا لاعتبارها وحشا يرتمي على من يدنو منه كثيرا ومن هنا ان جميع الحيوانات تخشى النار
اعتبر القدماء النار امرا الهيا وقد توصل بروميثيوس إلى سرقتها وسلمها إلى البشر ولعل اجدادنا القدماء اكتشفو النار اثر صاعقة فسرقوا واستعبدوا هذه الاتية من السماء ولم يخف الإنسان من ذلك اللهيب العنيف الذي يتفجر فجاة وينتشر دون مقاومة وقد ادرك مما تغذى وما إذا كان يتوجب للقيام لصيانتها ثم أصبحت المحافظة عليها عملا دينيا على حد ما كان الأمر لدى روما في الغستال
ويعب تخيل أهمية السيطرة على النار والقدرة على تغذيتها وصيانتها من الانطفاء بوضع القدر الكافي من الوقود ولا تعطي الا ماهي بحاجة إليه للاستمرار مشتعلة ولا تفلت من سيطرة مستخدميها يجب أيضا امتلاك القدرة على انعاشها بدءا من الرماد الساخن الذي لا يزال يوجد فيه بعض الجمرات المشتعلة وخاصة حيازة القدرة أيضأعلى إعادة اشعالها عندما تكون قد انطفات تماما النار بهجة ونيرة لصاحبها خائنة عنيفة للاخرين تبدل بعمق أسلوب المعيشة 
عندما وجد أول موقد في أماكن سكن الإنسان الماهر في أفريقيا الجنوبية اعطي هذا الكائن اسم بروميثيوس الذي لم يكن بكل تاكيد حيوانا وقد استعمل السينانتروب النار في مغارة شو- كو- تيان التي وجد فيها مواقد على عمق ستة امتار
وقد سيطر اجدادنا على النار واحدثوا فراغا حولها بابعادهم عنها كل ماهو قابل للاشتعال وكانوا يقدمون لها كل ما تحتاجه للاستمرار مشتعلة وتعلموا بسرعة الشواء والطهو في الرماد الساخن ولكن استحال عليهم غلي أي شيء في عهد كانت لا تزال فيه المعادن مجهولة تماما
وكان الماء ينقل دون شك في جلود الحيوانات وكانت القرب كثيرة الاستعمال فلم يكن بالإمكان وضع سطل من الجلد على النار فكانت تؤخذ حجارة حامية لترمي في الماء حتى يسخن ويمكن إضافة أخرى حتى تبلغ درجة الغليان مع هذا كله كان من الصعب تحضير الحساء أو سلق اللحم وقد استمرت هذه الاستحالة إلى يوم اكتشفت فيه طريقة صنع كل الأواني من الفخار المشوي من المحتمل ان هذا الاكتشاف لم يتم دفعة واحدة فقد اعتقد المرء ان بعض السلاسل جعلت كتيمة وذلك عن طريق طليها بطبقة من الخزف وظهرت أول خزفية في التاريخ 
وفي أحد عهود التاريخ اكتشفت مع الاجرة إمكانية حصر النار داخل حدود لن تجتازها وتدفئة البيوت بهذه الطريقة وخاصة بناء فسحة مسورة يمكن أن تختزن وتحصر كمية كافية من الحرارة لشواء الخبز
قاومت النار طويلا قبل أن تخضع للإنسان خضوعا كليا لذلك الإنسان الأول الذي لم يخف النار بل تاملها مليا وادرك ان باستطاعته السيطرة عليها واستعمالها من أجل خدمته

## الأدوات الأولى
مر زمن كان فيه جد الإنسان الأول يكاد يتميز عن الحيوان ولكن هذا الفرق نما ببطء وتدرج وترسخ الإنسان كإنسان فنظرا لبعد هذا الإنسان عن العالم المتحضر ولحرمانه من كل شيء كروبنسن في جزيرته كانت الأجهزة الأولى التي استعملها والأدوات الأولى التي صنعها دون شك غصون اشجار حولها إلى عصي فكم من الأشياء يستطيع المرء صنعها من العصا انها متكا المسير وامتداد اليد وهراوة الدفاع عن النفس وهي حربة إذا شحذت أو قست النار اطرافها
ثمة نوع آخر من الأدوات يمكن الحصول عليه بكسر عظم مروحيا ويصطنع من بعض تلك العظام خنجر رائع وعند الناس الذين يكتسبون عيشهم من الصيد الساهرين على كل ما يمكن أن يكون لهم مصدر رزق يحتمل ان يكون قد استخدم سلاح آخر قبل هذا السلاح ولكن ماتراه يبقى من تلك الأدوات بعد عشر سنوات مئة سنة الف سنة أو الف قرن؟ قد ينعدم أي اثر لها
غير انه بالإمكان ان نكشف اثار تلك الأدوات السريعة الزوال فقد اكتشف مثلا في أفريقيا الجنوبية عدد من القرادح يبدو أنها كانت ضحايا غارة نظمتها جماعة من الصيادين كانوا قد أجبروها على الهرب عن طريق مناورات بارعة إلى ممر ضيق قد تكون قد صرعت عند منفذه بضربة هراوة انهالت عليها وكانت باستمرار في وضعية واحدة لم يكن هنال أي اثر للهراوة لكن الطريقة التي حطمت بها جمجمتها تشهد على اثر الهراوة
الأدوات الوحيدة التي استطاع المكتشفون التعرف إليها كادوات كانت الأدوات الحجرية التي حملها السيل وقد تكون استعملت كسلاح رماية أو كقذيفة مقلاع ويعد من المستحيل معرفة ذلك اما الحجارة الوحيدة التي يمكن التعرف إليها كادوات فهي تلك التي جرى شطبها مهما تكن طريقة الشطب بدائية 
تقدم لنا حضارة الحجر الاملس حجارة مكورة شطبت منها على نحو متماثل شظيتان للحصول على شفار قاطعة منها على نحو متماثل شظيتان للحصول على شفار قاطعة يبلغ طول الواحدة منها بضع سنتيمترات 
من الممكن ان يكون هذا الحجر عند الاقتضاء من فعل صدمة أو عدة صدمات طارئة ولكن إذا وجد المرء عدد من تلك الحجارة في مكان معين لها جميعا تقريبا الشكل نفسه فجلي ان الأمر لم يعد له علاقة بالصدفة
وتدفعنا مراقبة دقيقة للتعرف إلى بيئة هذه الحضارة حيث كانت ندرة الحجارة توجب صيانتها قدر الإمكان
بين آلاف الأدوات المجموعة من أماكن ماهولة في وادي الدوواي 9% أدوات حقيقية أي حجارة مشطوبة والباقي بكامله مؤلف من حجارة أو شظايا طلبت كما يبدو من امكنة بعيدة وحرية بالاهتمام وبإمكانها ان تؤدي خدمة ما: وقد استعمل منها حجر واحد فقط من اصل سبعة أو ثمانية

## تطور الأدوات
هذه الحضارة البدائية هي الوحيدة التي وجدنا بعضا من اثرها خلال مليوني سنة اقل ما يمكن أن يقال فيها فيها هو ان التقدم مع كونه حقيقا يخطو خطوات بطيئة فقد كنا نجد دائما الحجارة نفسها منحوتة بطريقة واحدة ولا شي آخر وقد حصلنا على شفرة بدائية طولها بعض السنتيمترات تصلح للقيام بكافة الأعمال: فكانت اداة غير مخصصة للقيام بعمل واحد اداة اعتبرت محاولة أولية لتقنية مضنية
بعد مضي أربعة أو خمسة قرون ظهرت بعض حجارة ملساء أكثر تشذيبا بقليل من الأولى مع بعض لمسات اضافية سعى صانعها لان يجعل منها ليس فقط شفرة بل حربة: تلك كانت المحاولات الأولى التي ستجعل من الحجر فيما بعد قبضة يد صوانية
وتحقق التقدم مع الإنسان المنتصب على قدمين الذي يتمتع بسعة جمجمية متفوقة بوضوح: تلك هي الحضارة الابفيلية لصنع اداة ما يجب أخذ حجر صوان كبير نسبيا يبلغ وزنه كيلوغرام تقريبا وبضربات موجهة على كافة صفحاته وبقدر كاف من الدقة تنقش على مستوى واحد وبالتوالي سلسلة من الشفار وبتوزيع الضربات بدقة نحصل على سلاح يسهل امساكه باليد من الجهة الأكثر مضاء الموجهة إلى أسفل وتسمى هذه الاداة ذات الوجهين لان وجهيها نحتا بالتشظية وتدعى كذلك قبضة اليد لانه بالإمكان الإمساك بها باليد لتوجيه ضربة عنيفة في مجابة جسم لجسم
ان مهارة العامل كانت لا تزال في العهد الابفيلي غير مؤكدة تماما فكان لقبضة اليد اطراف متعرجة لان الضربة كانت غير محكمة في عملية التشظية
وأصبح المحيط أكثر اتساقا في العهد الاشولياني الذي تلا العهد السابق وخفضت سماكة الاداة بواسطة الصدمات التي كانت تجعل الشظايا التي لافائدة منها تتطاير فيحصل المرء على ليمنده اخف وزنا وأكثر فاعلية في الوقت نفسه
ان ظهور الأدوات المختصة في العهد الكلاكتوني وخاصة في العهد المواستيري كالمحكات والثاقبات والفؤوس والمقادح والسكاكين المختلفة التي غالبا ما نجهل استعمالها أكثر أهمية وفائدة من تقدم الاداة غير الاختصاصية سواء اكانت قبضة يد أو ليمنده ازداد هذا التنوع في العهد المجدلاني العهد الذي يمكن القول بانه صنع لكل عمل الاداة المناسبة حتى ابرة الخياطة التي ثقبت لادخال الخيط غير انه سريعا ما يختفي هذا التنوع مع ظهور الحجر المشحوذ امام التوحيد: فلم يعد أحد يهتم بصقل الحجر ان الأدوات القليلة التي صنعوها في هذا العهد تطلبت صبرا أكثر مما تطلبت مهارة: فقد اتجهت الانظار إلى ناحية أخرى
وبينما بلغت تقنية نحت الحجر في العهد السولتيري مهارة رائعة اتخذت اللليمندة شكل ورقة غار ووضحت دائرتها فشظاياها تكاد تكون متناسقة بحجم واحدة وتقوم الواحدة بجانب الأخرى
ان امثال هذه التحف يصل قياسها إلى 35 سم طولا ومن 7 إلى 8 سم عرضا ومن 0.6 إلى 0.8 سم سماكة كحد أقصى
اية مهارة كان يتطلبها شطب الحجارة كي لا تنكسر اداة سريعة العطب كهذه بضربات تفصل الشظايا الأخيرة ولكي تترك كل شظية بجانب السابقة نفس الاثر الذي تركته
ان اداة كهذه لم يكن بإمكانها تادية أي خدمة يكفي ان ندعها تسقط إلى الحضيض حتى تنكسر انها عمل فني مادة للعرض ربما صنعت لتوضع في قبر ان التقنية تلتقي هنا بالفن الحرفي سيد وسائله إلى حد ان باستطاعته ان يحقق روائع فنية لا فائدة منها فلم يعد الأمر يختص بالاستجابة إلى حاجة إذ انه بمثل هذه المهارة يستطيع أن يرضي الحاجات بسهولة ويتحقق هدف الحرفي لماذا إذا ينفذ هذا العمل? لماذا يتخذ ما لم يكن حتى الآن سوى وسيلة تتخذ حجما واتجاها طارئين للوصول إلى هدف غير متوقع
يمكن طرح السؤال بشكل آخر لحقبات أكثر قدما إذ انه يتوجب علينا ان لا ننسى ان روائع السولتيري يرقى تاريخها إلى مايئتي الف سنة فقط

## ظهور الفن
إذا اخذنا بعين الاعتبار وفي الحقبة نفسها تقريبا الحجر وقرون الايل المستخدمة لصنع اداة سبق للعامل المجدلاني ان نحتها وفق جميع القواعد الكلاسيكية فقد خطر له ان يعطي الاداة شكل حيوان أو ان يرسم هذا الحيوان على صفحات مسطحة نوعا مضيفا إليه بعض الفرضات فهو بعمله هذا لم يكن يحسن اداته وبادرته هذه لم تكن تصب في الاتجاه التقني النفعي منذ تلك اللحظة التي لم تعد تعتبر الآلة بالمعنى الحصري في اخط الفاعلية التي من أجله صنعت يتدخل مظهر آخر فعوضا عن ان تكون الإله سبيلا للوصول إلى الهدف يمكن القول انها اعتبرت هدف بحد ذاتها وبالإمكان حتى التساؤل ما إذا كان صياد ما دازيل الذي نحت على اكفة الرافعة طيهوجا رائعا كان يحمل تلك الآلة عندما كان يتجه إلى الصيد
يمكن أن نتخيل هذا النحات متاملا صنيعه يديه ومتسائلا لماذا يلزم نفسه لتحقيق عمله بالرافع أو بأي آلة أخرى يجب مبدئيا ان تحتفظ بالغاية التي من أجلها صنعت لماذا عدم التحرر من هذا القيد? لماذا لا ينحت على شظية عظم أو حجر رأس جيوان لذاته لا يكون اداة وليس له أي منفعة?
وفي ما دازيل اجتاز رأس جواد رائع ذي بضعة سنتيمترات آلاف السنين وحين نتامل هذه الرائعة نفكر بان ذلك النحات كان يمتلك موهبة الملاحظة وخاصة فنية أكثر عمقا من أي نحات في اثينا أو في روما ولم يتوصل ونفكر بهذا النابغة المنفرد الذي ما كان يرى عمله منجزا حتى يترك شظايا الصوان التي استعملها كازاميل وينظر طويلا إلى ثمرة عمله ليكشف المظاهر التي يقتضي تحسينها في عمله المستقبلي 
انجز رأس الجواد هذا لاهداف سحرية ربما أو بكل بساطة لكسب العيش: كان مزاج مبدعه راقيا جدا بحيث أنه لم يترك عليه سمعته لكي لا يشعر بقشعريرة جديدة امام العمل الفني المنجز أو الذي حلم به